# 蒂莫西·拉塞尔和玛莉莎·威廉斯之死
2012年11月29日，美国黑人蒂莫西·拉塞尔（Timothy Russell）和玛莉莎·威廉斯（Malissa Williams）在俄亥俄州克利夫兰市中心被警察追捕22分钟后，在东克利夫兰一所中学的停车场被13名警察开枪射击137次致死。
2014年5月，一名涉案警官迈克尔·布雷洛（Michael Brelo）被控两宗故意杀人罪，2015年5月23日被凯霍加县法官宣判无罪。
拉塞尔和威廉斯的家属对克利夫兰市提起诉讼，2014年11月以300万美元和解结案。
2016年1月26日，6名涉案警官被解职，分别是：迈克尔·布雷洛、Wilfredo Diaz、Brian Sabolik、Erin O'Donnell、Michael Farley和Chris Ereg。

## 事件
案发时，蒂莫西·拉塞尔驾驶着浅蓝色雪佛兰迈锐宝1979，玛莉莎·威廉斯则坐在副驾驶位置上。一名便衣警察在一个毒品交易盛行的地区发现了拉塞尔的车。他检查了一下车牌，没有发现什么东西。然后他想让拉塞尔把车停下来，因为违反了转向灯的规定。拉塞尔没有靠边停车，开车经过两名警官时发动机回火使警方误以为听到枪声。
据《誠懇家日報》报道，共有62辆警车参与追捕，车速高达每小时100英里。克利夫兰、东克利夫兰、Bratenahl、凯霍加县治安部门、俄亥俄州公路巡逻队和大克利夫兰地区交通管理局的警官都参与了追捕。
22英里后，拉塞尔到达东克利夫兰的一所中学。警方后来说看到车里有枪，拉塞尔打算开车撞向警方。一名警官开枪后，其他人也纷纷开枪，枪声之大甚至使警方误以为两人在从车里向警方开枪。总计13名警官向车内发出了137发子弹，其中49发子弹是迈克尔·布雷洛的。拉塞尔身中23枪，威廉斯身中24枪。警方后来在拉塞尔车内未找到任何武器。

## 后续
2015年5月23日布雷洛被判无罪后，克利夫兰发生骚乱，抗议者向警察举起双手。共有71人被捕。